# Parti communiste péruvien
Ne doit pas être confondu avec Sentier lumineux ou Parti communiste du Pérou - Patrie rouge.
Le Parti communiste péruvien (en espagnol : Partido Comunista Peruano) a été fondé en 1928 par José Carlos Mariátegui.
À l'origine nommé Partido Socialista del Perú, il a été renommé en 1930 Partido Comunista Peruano.
Il est actuellement dirigé par Renan Raffo Muñoz et son siège social est situé à Lima, la capitale du Pérou. Il est membre du Frente Amplio.
Le PCP est membre de Solidnet au niveau international qui organise la Rencontre internationale des partis communistes et ouvriers une fois par année.